# Knud Rahn
Knud Rahn  ( * 4 de enero de 1928 - ) es un botánico danés, habiéndose desempeñado en el Jardín Botánico de la Universidad de Copenhague. Trabajó extensamente como consultor de UNESCO, en Perú, Argentina.

## Algunas publicaciones
- Knud Rahn. 1998. "Alliaceae" pp. 70-78. En: Klaus Kubitzki (editor). The Families and Genera of Vascular Plants volume III. Springer-Verlag: Berlín; Heidelberg, Germany. ISBN 978-3-540-64060-8

### Libros
- Tyge W. Böcher, Kai Larsen, Knud Rahn, Martin C. Lewis. 1955. Trifolium arvense and some other pauciennial herbs. Ed. Munksgaard. 31 pp.
- ----------, ----------, ----------, ----------. 1958. Further studies in short-lived herbs. Ed. Munksgaard. 23 pp.
- ----------, ----------, ----------, ----------. 1960. The Campanula rotundifolia complex. Ed. Munksgaard. 69 pp.
- ----------, ----------, ----------, ----------. 1962. Geranium sanguineum. Ed. Munksgaard. 25 pp.
- ----------, ----------, ----------, ----------. 1963. Experimental and cytological studies on plant species: Racial differentiation in Viscaria alpina, Volumen 8. Ed. Munksgaard. 33 pp.
- ----------, ----------, ----------, ----------. 1963. Racial differentiation in Viscaria alpina. Ed. Munksgaard. 33 pp.
- ----------, ----------, ----------, ----------. 1966. Some arctic and montane crucifers. Ed. Munksgaard. 74 pp.
- Bertel Hansen, Knud Rahn. 1969. Determination of angiosperm families by means of a punched-card system. Dansk botanisk arkiv. 45 pp.
- 1974. Plantago section Virginica: a taxonomic revision of a group of American plantains, using experimental, taximetric and classical methods. Volumen 30, N.º 2 de Dansk botanisk arkiv. Ed. Dansk Botanisk Forening. 180 pp. ISBN	8774200097
- Kerstin Fagerström, Peter Taylor, Knud Rahn. 1975. 182. Columelliaceae. N.º 4 de Opera botanica: Flora of Ecuador. Ed. C. Blom. 40 pp.

#### Capítulos de libros
- 1994. Plantaginaceae. En Flora fanerogámica Argentina. Ed. Córdoba, Argentina : Programa PROFLORA (CONICET). fasc. 3. 269.

## Honores
- Secretario del Comité de Protección a la Naturaleza en Dinamarca

- La abreviatura «Rahn» se emplea para indicar a Knud Rahn como autoridad en la descripción y clasificación científica de los vegetales.[2]